# İstanbul Futbol Ligi 1949/50
Die İstanbul Futbol Ligi 1949/50 war die 35. ausgetragene Saison der İstanbul Futbol Ligi. Meister wurde zum zehnten Mal Beşiktaş Istanbul.

## Abschlusstabelle
Punktesystem
Sieg: drei Punkte; Unentschieden: zwei Punkte; Niederlage: ein Punkt
| Pl. | Verein               | Sp. | S  | U | N | Tore    | Diff. | Punkte |
| --- | -------------------- | --- | -- | - | - | ------- | ----- | ------ |
| 1.  | Beşiktaş Istanbul    | 14  | 11 | 2 | 1 | 043:800 | +35   | 38     |
| 2.  | Fenerbahçe Istanbul  | 14  | 9  | 3 | 2 | 034:100 | +24   | 35     |
| 3.  | Galatasaray Istanbul | 14  | 8  | 2 | 4 | 021:110 | +10   | 32     |
| 4.  | Vefa Istanbul        | 14  | 6  | 2 | 6 | 015:160 | −1    | 28     |
| 5.  | Kasımpaşa Istanbul   | 14  | 3  | 3 | 8 | 012:220 | −10   | 23     |
| 6.  | İstanbulspor         | 14  | 3  | 3 | 8 | 011:220 | −11   | 23     |
| 7.  | Beykozspor           | 14  | 4  | 1 | 9 | 012:400 | −28   | 23     |
| 8.  | Emniyet SK           | 14  | 3  | 2 | 9 | 009:250 | −16   | 22     |

## Kreuztabelle
Die Kreuztabelle stellt die Ergebnisse aller Spiele dieser Saison dar. Die Heimmannschaft ist in der linken Spalte, die Gastmannschaft in der oberen Zeile aufgelistet.
| 1949/50              | Beşiktaş Istanbul | Fenerbahçe Istanbul | Galatasaray Istanbul | Vefa Istanbul | Kasımpaşa Istanbul | İstanbulspor | Beykozspor | EMY |
| -------------------- | ----------------- | ------------------- | -------------------- | ------------- | ------------------ | ------------ | ---------- | --- |
| Beşiktaş Istanbul    |                   | 1:0                 | 1:0                  | 6:2           | 4:0                | 2:0          | 7:0        | 5:1 |
| Fenerbahçe Istanbul  | 1:1               |                     | 1:0                  | 0:0           | 3:1                | 5:0          | 9:0        | 3:1 |
| Galatasaray Istanbul | 2:1               | 2:1                 |                      | 1:0           | 3:1                | 3:1          | 4:0        | 2:0 |
| Vefa Istanbul        | 0:2               | 1:3                 | 1:0                  |               | 2:1                | 2:0          | 0:0        | 3:0 |
| Kasımpaşa Istanbul   | 1:1               | 0:2                 | 1:1                  | 0:2           |                    | 2:1          | 3:0        | 2:0 |
| İstanbulspor         | 0:3               | 1:1                 | 1:1                  | 0:1           | 1:0                |              | 2:1        | 1:1 |
| Beykozspor           | 0:4               | 2:3                 | 2:1                  | 2:1           | 2:0                | 2:3          |            | 1:0 |
| Emniyet SK           | 1:5               | 0:2                 | 0:1                  | 1:0           | 0:0                | 1:0          | 3:0        |     |

## Die Meistermannschaft von Beşiktaş Istanbul
| 1. | Beşiktaş Istanbul |
|    | - Tor: Mehmet Atçılar (10/–); Ethem Karpat (3/–); Fevzi Büyükyıldırım (1/–) - Abwehr: Yani Sasapulos (3/–); Yavuz Üreten (13/–); Vedii Tosuncuk (7/–); Ali İhsan Karayiğit (11/–); Todoris Maruli (9/–) - Mittelfeld: Fahrettin Cansever (10/3); Nusret Ülük (10/1); Levon Eker (1/–); Eşref Özmenç (5/1); Saim Sarper (–/–) - Angriff: Şeref Görkey (1/–); Hüseyin Saygun (13/1); Şükrü Gülesin (14/14); Kemal Gülçelik (8/3); Faruk Sağnak (2/–); Tanaş Çaçi (2/–); Süleyman Seba (14/1); Bülent Esel (14/19); Rahmi Dörtyıldız (2/–); Tekin Bilge (1/–) - Trainer: Eric Keen ( England) |